# Ángel Rojas
Ángel Rojas Ortega (Santiago, 10 de abril de 1985) é um futebolista chileno que atua como apoiador.

## Biografia
Ángel foi criado nas categorias de base do Universidad do Chile, tradicional clube do Chile, e estreou em 2004, logo quando o clube conquistou o Torneio Apertura 2004 e seguiu no clube até o final da temporada de 2005, quando acertou seu empréstimo para o Everton, em 2006, por um ano.
De volta ao clube que o revelou, o jogador não obteve muitas oportunidades na temporada 2007 e no ano seguinte foi emprestado novamente ao Everton, ajudando a equipe a ser campeã do Torneio Apertura 2008 após uma longa fila de 32 anos sem titulos nacionais.
Pelo destaque obtido na segunda segunda passagem pelo clube de Viña del Mar, o meia foi repatriado mais uma vez ao elenco do Universidad do Chile e participou também da conquista do Torneio Apertura 2009.
Ao término da temporada, Ángel acertou sua transferência para o Brasil para defender o Goiás em 2010.

## Títulos
Universidad do Chile
- Torneio Apertura 2004 e 2009

 Everton
- Torneio Apertura 2008